# Hippalus
Hippalus (Grieks: Ἵππαλος / Hippalos) was een Griekse handelsreiziger die in ca. 100 v.Chr. een directe zeeweg van Egypte (Rode Zee) naar India zou hebben ontdekt.
Bij het oversteken van het westelijke deel van de Indische Oceaan maakte hij gebruik van de overheersende moessonwinden. Aan de ontdekkingsreis van Hippalus was een levendige handelsactiviteit tussen India en het Nabije Oosten in de eerste eeuwen na Chr. te danken. Het westelijke deel van de Indische Oceaan werd overigens in de late oudheid naar hem Πέλαγος Ἱππάλιον (Hippalische Zee) genoemd.